# Saint-Broingt-les-Fosses
Saint-Broingt-les-Fosses és un municipi francès situat al departament de l'Alt Marne i a la regió del Gran Est. L'any 2007 tenia 191 habitants.

## Demografia

### Població
El 2007 la població de fet de Saint-Broingt-les-Fosses era de 191 persones. Hi havia 69 famílies de les quals 16 eren unipersonals (12 homes vivint sols i 4 dones vivint soles), 12 parelles sense fills, 37 parelles amb fills i 4 famílies monoparentals amb fills.
La població ha evolucionat segons el següent gràfic:
Habitants censats

### Habitatges
El 2007 hi havia 90 habitatges, 72 eren l'habitatge principal de la família, 9 eren segones residències i 9 estaven desocupats. 87 eren cases i 3 eren apartaments. Dels 72 habitatges principals, 51 estaven ocupats pels seus propietaris, 16 estaven llogats i ocupats pels llogaters i 5 estaven cedits a títol gratuït; 3 tenien dues cambres, 4 en tenien tres, 22 en tenien quatre i 43 en tenien cinc o més. 62 habitatges disposaven pel capbaix d'una plaça de pàrquing. A 34 habitatges hi havia un automòbil i a 34 n'hi havia dos o més.

### Piràmide de població
La piràmide de població per edats i sexe el 2009 era:
| Homes | Edats   | Dones |
| ----- | ------- | ----- |
| 0     | 95 o +  | 0     |
| 0     | 90 a 94 | 0     |
| 4     | 85 a 89 | 0     |
| 0     | 80 a 84 | 4     |
| 12    | 75 a 79 | 0     |
| 0     | 70 a 74 | 8     |
| 4     | 65 a 69 | 0     |
| 0     | 60 a 64 | 0     |
| 0     | 55 a 59 | 4     |
| 0     | 50 a 54 | 0     |
| 12    | 45 a 49 | 4     |
| 8     | 40 a 44 | 12    |
| 0     | 35 a 39 | 4     |
| 0     | 30 a 34 | 4     |
| 8     | 25 a 29 | 4     |
| 0     | 20 a 24 | 4     |
| 5     | 15 a 19 | 8     |
| 0     | 10 a 14 | 12    |
| 4     | 5 a 9   | 8     |
| 12    | 0 a 4   | 4     |

## Economia
El 2007 la població en edat de treballar era de 118 persones, 93 eren actives i 25 eren inactives. De les 93 persones actives 80 estaven ocupades (43 homes i 37 dones) i 13 estaven aturades (6 homes i 7 dones). De les 25 persones inactives 11 estaven jubilades, 8 estaven estudiant i 6 estaven classificades com a «altres inactius».

### Ingressos
El 2009 a Saint-Broingt-les-Fosses hi havia 78 unitats fiscals que integraven 214,5 persones, la mediana anual d'ingressos fiscals per persona era de 14.430 €.

### Activitats econòmiques
Dels 3 establiments que hi havia el 2007, 2 eren d'empreses de construcció i 1 d'una empresa immobiliària.
Dels 2 establiments de servei als particulars que hi havia el 2009, 1 era un guixaire pintor i 1 lampisteria.
L'any 2000 a Saint-Broingt-les-Fosses hi havia 6 explotacions agrícoles.

## Poblacions més properes
El següent diagrama mostra les poblacions més properes.